# لا بالما ديل كوندادو
بلدية لا بالما ديل كوندادو (بالإسبانية: La Palma del Condado) هي بلدية تقع في مقاطعة ولبة التابعة لمنطقة أندلوسيا جنوب إسبانيا.

## الديموغرافيا
بلغ عدد سكان بلدية لا بالما ديل كوندادو 10.547 نسمة عام 2011 (وفقاً للمعهد الوطني الإسباني للإحصاء).
| 9.749 | 9.709 | 9.772 | 9.925 | 10.192 | 10.404 | 10.547 |

## أعلام المدينة
من شخصيات المدينة:
- ميغيل بارديزا، لاعب كرة قدم سابق والمدير الرياضي بنادي ريال مدريد.
- أليخاندرو ألفارو، لاعب كرة قدم.